# Звіробій гісополистий
Звіробій гісополистий (Hypericum hyssopifolium) — вид квіткових рослин родини звіробоєвих (Hypericaceae).

## Біоморфологічна характеристика
Це зелена багаторічна рослина 5—15(60) см заввишки. Прикореневі листки головного стебла 12—20 × 1.5—3 мм. Квітки в довгій волоті, 12—20 см завдовжки; чашолистки по краю з рідкісними чорними, майже сидячими головчастими залозками. Пелюстки довгасто-зворотно-яйцеподібні, 1.2 см завдовжки, в 3—4 рази довші за чашолистки. 2n = 20.

## Поширення
Росте на півдні Європи: Болгарія, Франція, Італія, Крим, Північний Кавказ, Іспанія, Сербія, Вірменія.
В Україні росте на сухих схилах — у гірському Криму.